# Santo André da Borda do Campo
Santo André da Borda do Campo fue la primera población europea en la América portuguesa en distancia del litoral, situada en un lugar indeterminado entre los campos de la meseta de Piratininga y la mata de la sierra de Paranapiacaba en la Capitanía de San Vicente, zona que hoy ocupan los municipios de São Caetano do Sul, Santo André y São Bernardo do Campo.
La población fue fundada por João Ramalho por sugerencia del padre Leonardo Nunes, posiblemente en 1550. Elevada a la categoría de villa por Tomé de Sousa en 1553, y siempre bajo presión de los ataques de los nativos, la población y el estatuto de villa, es decir, de municipio, fue transferido al asentamiento jesuita de São Paulo de Piratininga, donde está hoy el Pátio do Colégio en 1560, a pedido de Manuel da Nóbrega y por orden del gobernador-general Mem de Sá.